# Peyrieu
Peyrieu és un municipi francès situat al departament de l'Ain i a la regió d'Alvèrnia-Roine-Alps. L'any 2007 tenia 777 habitants.

## Demografia

### Població
El 2007 la població de fet de Peyrieu era de 777 persones. Hi havia 288 famílies de les quals 80 eren unipersonals (32 homes vivint sols i 48 dones vivint soles), 96 parelles sense fills, 100 parelles amb fills i 12 famílies monoparentals amb fills.
La població ha evolucionat segons el següent gràfic:
Habitants censats

### Habitatges
El 2007 hi havia 351 habitatges, 298 eren l'habitatge principal de la família, 27 eren segones residències i 25 estaven desocupats. 319 eren cases i 23 eren apartaments. Dels 298 habitatges principals, 227 estaven ocupats pels seus propietaris, 57 estaven llogats i ocupats pels llogaters i 15 estaven cedits a títol gratuït; 3 tenien una cambra, 11 en tenien dues, 30 en tenien tres, 85 en tenien quatre i 170 en tenien cinc o més. 249 habitatges disposaven pel capbaix d'una plaça de pàrquing. A 130 habitatges hi havia un automòbil i a 146 n'hi havia dos o més.

### Piràmide de població
La piràmide de població per edats i sexe el 2009 era:
| Homes | Edats   | Dones |
| ----- | ------- | ----- |
| 0     | 95 o +  | 0     |
| 4     | 90 a 94 | 0     |
| 4     | 85 a 89 | 4     |
| 0     | 80 a 84 | 8     |
| 12    | 75 a 79 | 12    |
| 8     | 70 a 74 | 16    |
| 36    | 65 a 69 | 12    |
| 16    | 60 a 64 | 20    |
| 12    | 55 a 59 | 20    |
| 20    | 50 a 54 | 16    |
| 20    | 45 a 49 | 8     |
| 36    | 40 a 44 | 36    |
| 32    | 35 a 39 | 36    |
| 24    | 30 a 34 | 20    |
| 0     | 25 a 29 | 8     |
| 12    | 20 a 24 | 4     |
| 44    | 15 a 19 | 20    |
| 24    | 10 a 14 | 36    |
| 16    | 5 a 9   | 12    |
| 20    | 0 a 4   | 4     |

## Economia
El 2007 la població en edat de treballar era de 530 persones, 425 eren actives i 105 eren inactives. De les 425 persones actives 401 estaven ocupades (235 homes i 166 dones) i 24 estaven aturades (10 homes i 14 dones). De les 105 persones inactives 33 estaven jubilades, 35 estaven estudiant i 37 estaven classificades com a «altres inactius».

### Ingressos
El 2009 a Peyrieu hi havia 312 unitats fiscals que integraven 761,5 persones, la mediana anual d'ingressos fiscals per persona era de 18.024 €.

### Activitats econòmiques
Dels 34 establiments que hi havia el 2007, 1 era d'una empresa alimentària, 1 d'una empresa de fabricació de material elèctric, 14 d'empreses de construcció, 4 d'empreses de comerç i reparació d'automòbils, 3 d'empreses de transport, 2 d'empreses d'hostatgeria i restauració, 1 d'una empresa d'informació i comunicació, 1 d'una empresa immobiliària, 5 d'empreses de serveis i 2 d'empreses classificades com a «altres activitats de serveis».
Dels 14 establiments de servei als particulars que hi havia el 2009, 3 eren paletes, 4 fusteries, 2 lampisteries, 4 electricistes i 1 restaurant.
L'únic establiment comercial que hi havia el 2009 era una fleca.
L'any 2000 a Peyrieu hi havia 30 explotacions agrícoles que ocupaven un total de 598 hectàrees.

## Equipaments sanitaris i escolars
El 2009 hi havia una escola elemental.

## Poblacions més properes
El següent diagrama mostra les poblacions més properes.